# Alhousna Malick Touré
Pour les articles homonymes, voir Touré.
Alhousna Malick Touré, née vers 1953 à Gao, est une femme politique malienne. 

## Carrière
Alhousna Malick Touré est élue députée à l'Assemblée nationale dans la circonscription de Gao aux élections législatives maliennes de 2013, sous les couleurs du Rassemblement pour le Mali. Elle ne se représente pas aux élections législatives maliennes de 2020.